# Untersberg
El Untersberg es el macizo más septentrional de los Alpes de Berchtesgaden, un espolón prominente que se extiende a ambos lados de la frontera entre Berchtesgaden, Alemania y Salzburgo, Austria. El pico más alto de la meseta -montaña es el Berchtesgaden Hochthron que alcanza 1.973 m s. n. m.

## Geografía
El Untersberg se eleva en el borde de los Alpes de piedra caliza del norte, en la cuenca de Salzburgo y el amplio valle de Salzach. Los picos vecinos son el Hoher Göll en el sureste y el monte Watzmann en el sur, más allá de la cuenca de Berchtesgaden. En el noroeste, el valle de Saalach con Bad Reichenhall lo separa del macizo Hochstaufen de los Alpes de Chiemgau. Aproximadamente dos tercios del área, incluido el pico Berchtesgaden Hochthron, se encuentra en Alemania, mientras que el borde empinado más al norte sobre Salzburgo pertenece a Austria.
La montaña es un punto de referencia popular entre los turistas, debido a su proximidad a la ciudad de Salzburgo a menos de 16 kilómetros al sur del centro de la ciudad y de fácil acceso, con las líneas de autobús que van a los suburbios del sur de Grödig y Großgmain.
Varios senderos conducen a la cima, aunque la mayoría de la gente prefiere el teleférico Untersbergbahn. Se inauguró en abril de 1961, el viaje de ocho minutos y medio eleva a los pasajeros desde la terminal inferior en el pueblo de Sankt Leonhard a 456 m s. n. m. por 1.320 m hasta la estación superior en el espolón Geiereck a una altitud de 1.776 m s. n. m., transportándolos una distancia horizontal de casi 2,5 km con una altura máxima sobre el suelo de 286 m.
El primer ascenso registrado fue en la primera mitad del siglo XII, por Eberwein, miembro del monasterio agustino de Berchtesgaden.

## Geología

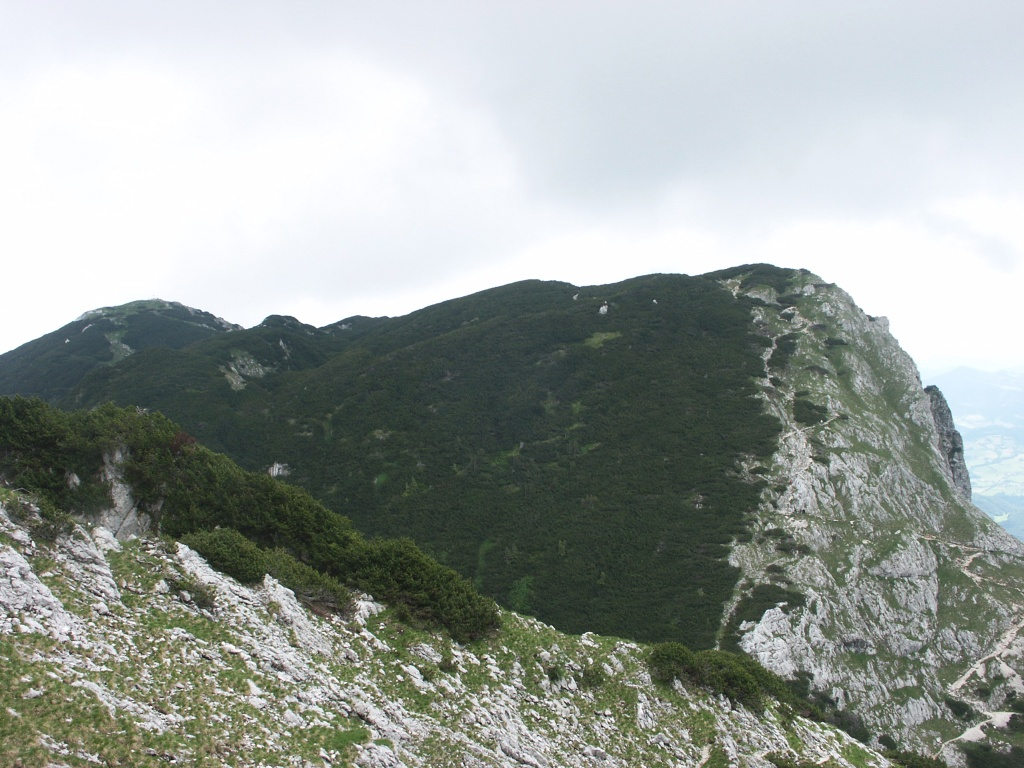
Vista sobre la Mittagscharte y la meseta cubierta de pinos de montaña, a la izquierda en el fondo el peraltado piedra caliza del alto trono de Salzburgo

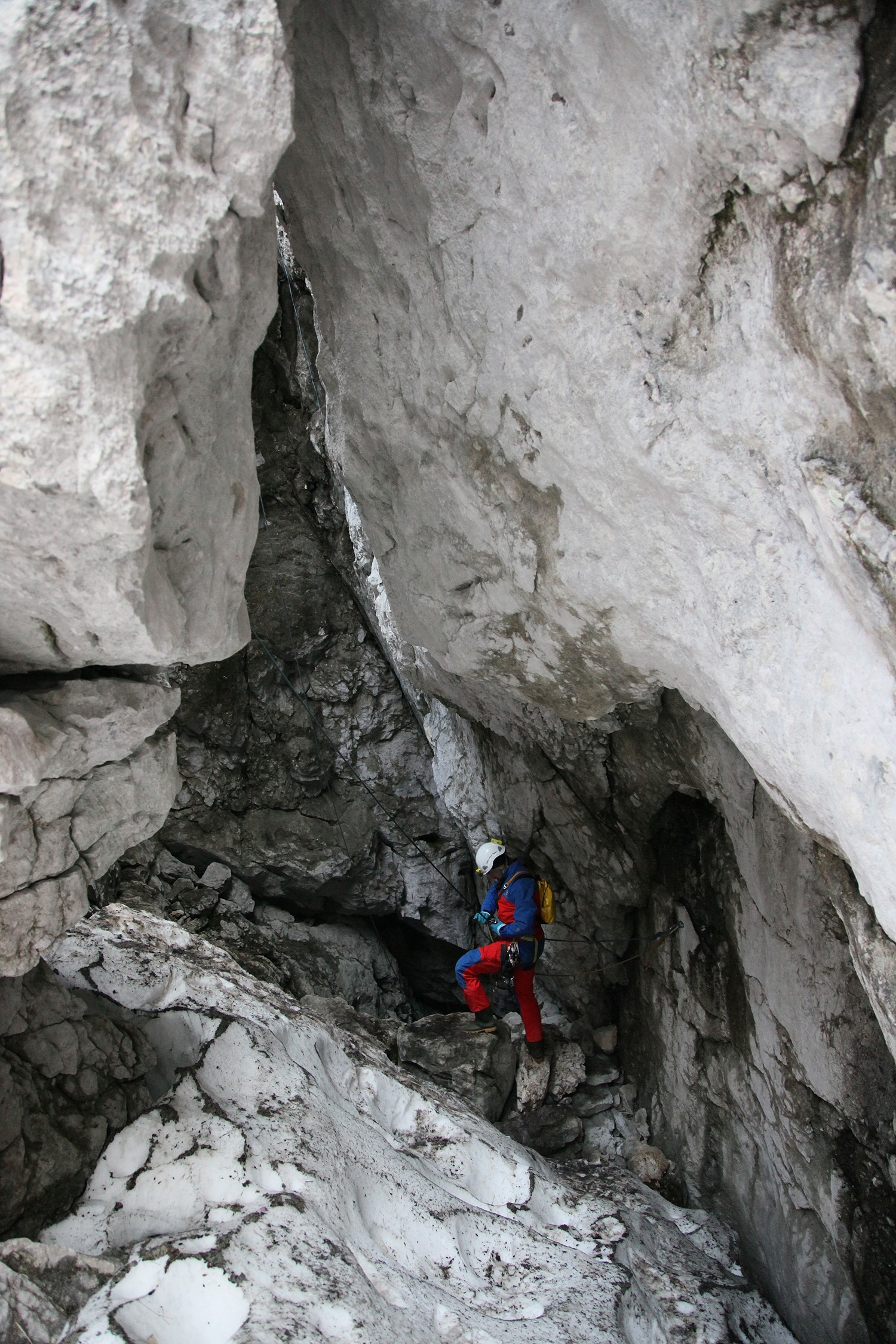
Área de entrada del Riesending-Schachthöhle

El Untersberg consiste en gran parte de piedra caliza y se presenta como un terrón de erosión del acumulado Dachsteinkalk sobre una base hecha de dolomita Ramsau.
El mármol de Untersberg se extrae en canteras en el lado norte de la montaña. La piedra de color beige a rojizo resistente a la intemperie se ha utilizado en toda Europa como bloque de construcción pulido y para esculturas de piedra desde la época romana. También hay un pequeño afloramiento de bauxita en el "Thomas-Eder-Steig", fácilmente reconocible por su color rojizo.
Debido a la karstificación de la piedra caliza, hay numerosas cuevas en el Untersberg, hasta ahora se conocen más de 400. Entre las más famosas se encuentran la Cueva de hielo de Schellenberger y la Cueva de Kolowrats en Dopplersteig, descubierta en 1845, con una cúpula de entrada de 300 m de altura y entrada a la Kolowrat, que anteriormente se suponía que era el sistema principal, el sistema de agujeros de Gam. La cueva más profunda (−1148 m) y más larga (al menos 19,5 km) de Alemania, Riesend-Schachthöhle se descubrió en 1996 en Untersberg. Esta es con su sistema de fallas y su estructura de suelos es un excelente ejemplo de la formación de cuevas en los Alpes de piedra caliza del norte. Se supone que estas cuevas, así como los agujeros de viento de 12,6 km de largo, drenan sobre la cueva fuente de Fürstenbrunner y posiblemente forman un sistema general de al menos 70 km de largo.

## Uso forestal y conservación de la naturaleza
La parte bávara de Untersberg se encuentra en la  Reserva de la biosfera  Berchtesgadener Land , donde el área pertenece a la zona de desarrollo (la zona central es el parque nacional en el sur).
El área de Untersberg en el lado austriaco se colocó en gran parte bajo protección de acuerdo con la Ley de Conservación de la Naturaleza de Salzburgo en 1981, y se encuentra en el pequeño Parque natural  Untersberg  a lo largo del Zwinkbach (al Kohlgraben después de Marzoll). El  área europea   Untersberg-Vorland ' en Salzburgo, se encuentra en el  Área de protección del paisaje  Leopoldskroner Moos .
Así, el Untersberg se encuentra en un complejo de áreas protegidas transfronterizas que se extiende desde Laufen / Oberndorf hasta Pongau y Pinzgau.
Una pequeña colonia de buitre leonado se ha asentado en las paredes del macizo de Untersberg, formada por refugiados del zoológico de Salzburgo.
Un camino forestal construido en el sector norte para rescatar grandes áreas de bosque dañadas por  fuertes tormentas invernales (Kyrill a principios de 2007) es muy controvertido entre las autoridades austriacas y los representantes de una iniciativa ciudadana regional. Debido al tamaño de esta carretera, también se la conoce peyorativamente como la “carretera forestal”. Las autoridades de Salzburgo y el propietario del bosque  Maximilian Mayr-Melnhof se refirieron al peligro de infestación del escarabajo de la corteza. Los representantes de la conservación de la naturaleza critican el alcance de la invasión, el dimensionamiento de la carretera en el área de protección del paisaje y la falta de examen de métodos alternativos para llevar la madera (teleférico, helicóptero). Los críticos instaron al cumplimiento de la Convención de los Alpes. Los huracanes  Paula y  Emma (2008) golpearon el área de Salzburgo con menos gravedad.

## Desarrollo y vistas

### Senderismo y montañismo
Desde el lado austriaco, se puede subir al Untersberg a través de las siguientes rutas:
- desde Großgmain al ruinoso Vierkaser-Almen. Cruces: Vía  Ochsenkopf ,  Mitterberg  o al sur hasta el Berchtesgadener Hochthron  y al Stöhrhaus  o al norte por el  Rauheck  al  Salzburger Hochthron  (vía la  Mittagscharte ) o al Toni-Lenz-Hütte. Vía  Hischangerkopf   hasta Zehnkaser. Al  Klingeralm.
- entre Großgmain y Fürstenbrunn un camino conduce sobre el  Klingeralm  hasta Vierkaser. Este camino señalizado fue destruido por la construcción de un camino forestal ancho en el área de protección del paisaje hasta en 2007 y fue temporalmente inaccesible. El sendero está restaurado.
- más adelante en la dirección de Fürstenbrunn, el camino 461 ( Weinsteig ) pasa por el  Schweigmühlalm , en el  Kühstein , sobre el  Großer Eiskeller ' 'al' 'Mittagscharte' 'o directamente al `` Salzburger Hochthron' '. Este camino discurre en parte a lo largo de la pista de esquí hasta Fürstenbrunn.

- desde  Glanegg por los caminos 417 (el  Reitsteig  abrió en 1889, pasando el  Bierfasslkopf o 460 (el  Dopplersteig  hasta  Rosittental , con bifurcación al camino 462) que conduce a Toni-Lenz-Hütte a través de la Zeppezauerhaus hasta el  Geiereck  con la estación de montaña del teleférico de Untersberg.

En el lado bávaro existen las siguientes rutas:
- Desde Bischofswiesen-Winkl pasando Scheibelkopf, pasando por el  Reisenkaser  hasta el Stöhrhaus y luego hasta el Berchtesgadener Hochthron.
- de Bischofswiesen - Hallthurm al Zehnkaser. De allí al Stöhrhaus o transición al Vierkaser.
- desde Bischofswiesen-Hallthurm pasando por Fadererschneid hasta Vierkaser (no señalizado).
- de Bischofswiesen a Leiterl (ya sea a través de Raunenkopf o Stöhrweg) y de allí a Stöhrhaus.
- desde el Marktschellenberg el sistema de presa  Paßthurm  por el camino 463, también  Eishöhlenweg  o  Krei-Seppi-Steig , hasta el  Toni-Lenz-Hütte .
- del mercado schellenberg-Hangendenstein cerca de la frontera estatal a lo largo del  Weißbach  hasta el ruinoso  Kienbergalm . Girando a la derecha se llega a Kienbergsteig a través de  Kienbergkopf  y la puerta de roca  Drachenloch , que se derrumbó en 1935, hasta el  Schellenberger Sattel , que ofrece una buena vista hacia el norte y el sur. El camino no está marcado y expuesto en algunos lugares. Continúe por el camino 460 hasta  Geiereck . La conexión del Schellenberger Sattel al Toni-Lenz-Hütte ( Christian-Doppler-Steig ) se ve afectada por la erosión y la caída de rocas.
- Numerosas rutas de escalada, ya sean clásicas antiguas o rutas de escalada deportiva modernas, atraviesan las impresionantes laderas del sur de Salzburgo y Berchtesgadener Hochthron.
- Desde el verano de 2007 hay una vía ferrata de nueva construcción en Berchtesgadener Hochthron. El Berchtesgadener Hochthronsteig tiene una altura de pared de aproximadamente 400 m El nivel de dificultad es C / D. La salida de la vía ferrata termina en la cumbre Hochthrong. Esto está a solo unos minutos de Stöhrhaus.[9]

### Refugios de montaña

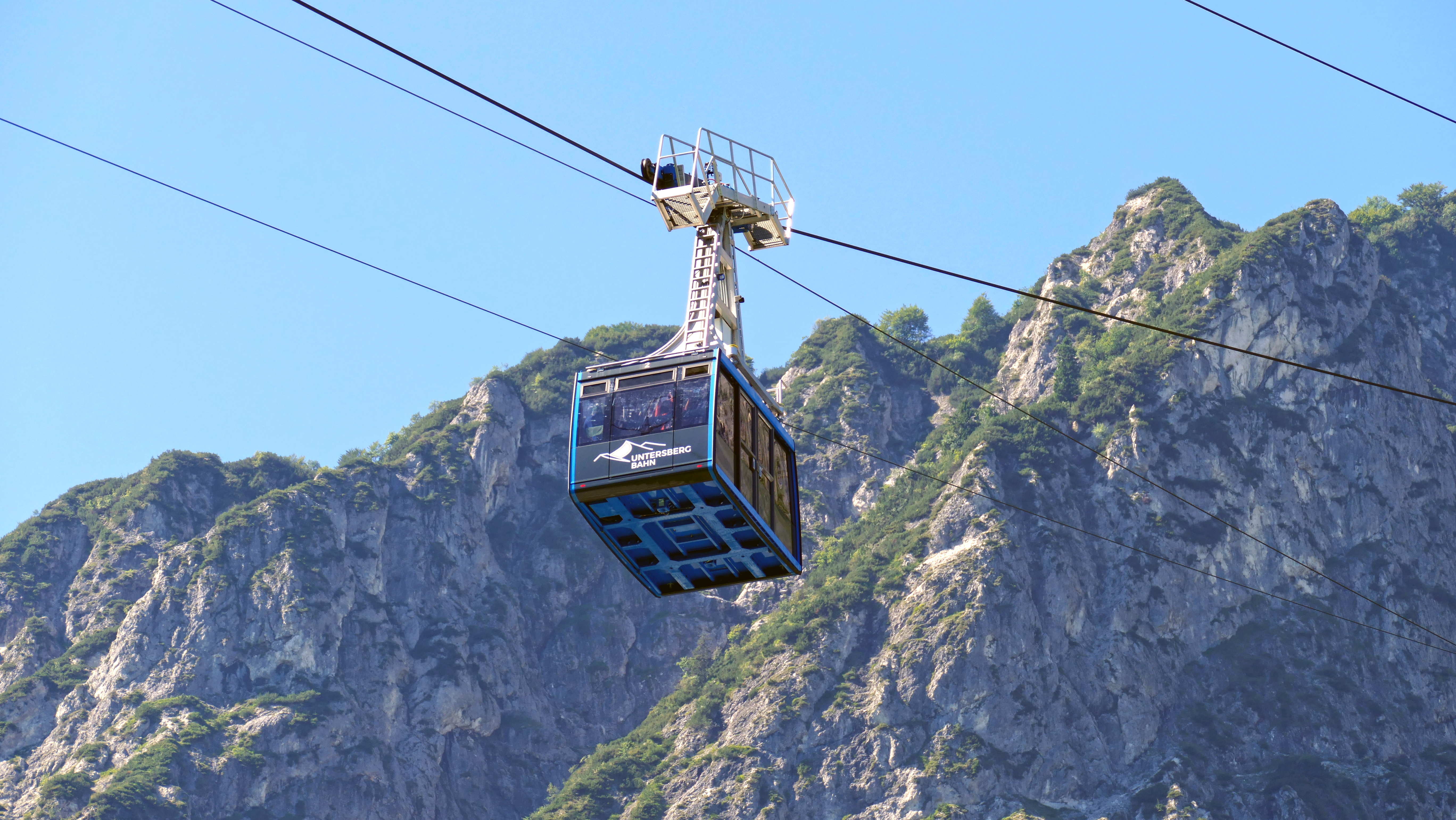
Una de las dos nuevas góndolas Carvatech

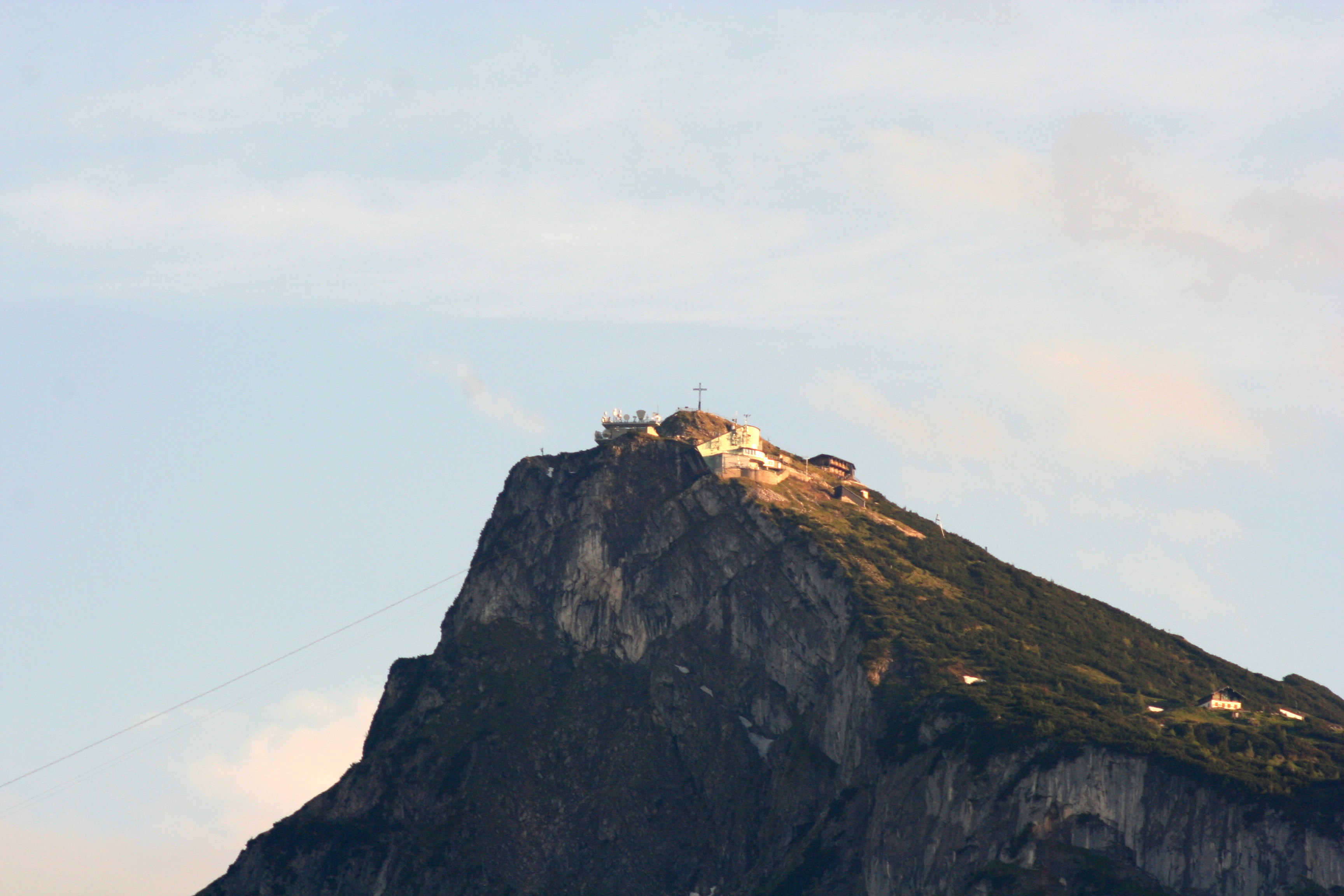
Estación de la cumbre del teleférico y antena transmisora de Untersberg en el Geiereck, a la derecha en la cresta del Zeppezauerhaus

- Stöhrhaus un poco debajo del trono alto de Berchtesgaden
- Toni-Lenz-Hütte en la cueva de hielo de Schellenberger, propiedad de la asociación de cuevas
- Zeppezauerhaus, un poco por debajo del trono alto de Salzburgo
- Hochalm, un poco por encima de la estación de montaña de Untersbergbahn

También hay algunas cabañas privadas y pastizales alpinos que se gestionan en verano. En 1915, el  Dopplerhütte  del tramo de Salzburgo estaba 50 metros por debajo del Geiereck.

### Untersbergbahn
Desde St. Leonhard (municipio de Grödig), en el lado de Salzburgo, un teleférico, el  Untersbergbahn  (UBB), conduce al Hochthron de Salzburgo. Fue construido en 1961, es un sistema teleférico de dos cabinas y supera un desnivel de 1320 m. La estación del valle está en el pueblo de St. Leonhard, mientras que la estación de montaña se encuentra por encima de Zeppezauerhausen en la zona de la cumbre del  Geiereck . El primer tramo hasta la torre de soporte principal I en el  Leonhardspitze  (1132 m s. n. m.) comprende 1548 m y la distancia máxima al suelo desde la cabina del teleférico es de 286 m, ambos valores notablemente altos para la región alpina. Cada una de las 2 góndolas tiene una capacidad de 50 personas, el tiempo de viaje es de unos diez minutos y pasa cada media hora.
El tren funciona en verano e invierno y es un destino de excursiones muy concurrido en la región de Salzburgo-Berchtesgadener Land con una vista panorámica desde Hochthron hasta los Alpes y las estribaciones de los Alpes. En invierno hay una pista de esquí semi-alpina de 8,5 km de largo, que conduce a Fürstenbrunn en el pedemonte norte, desde donde hay autobuses a la estación del valle.

### Museos y otros puntos de interés
Al pie norte de Großgmain, en una ladera, se encuentra el museo al aire libre de Salzburgo, uno de los museos agrícolas más importantes de los Alpes orientales. El Castillo de Glanegg se encuentra en una colina frente a Fürstenbrunn.
Entre Fürstenbrunn y Grödig se encuentra la cantera del mármol de Untersberg, que se ha utilizado desde la época romana, en particular para decorar los magníficos edificios barrocos del centro histórico de la ciudad de Salzburgo (ciudad arzobispal de Salzburgo), donde el material se puede encontrar en todas partes, pero también en Hungría y Alemania central. Debajo de la cantera hay ahora un pequeño museo, el  Museo Untersberg , con un  molino de bolas.
Cerca de la cumbre del  Geiereck  en 1970 se instaló una antena repetidora de comunicaciones en 1970, sirviendo a toda la zona fronteriza de Salzburgo-Baviera (operada por Bayerischer Rundfunk).
Al pie de la ladera norte también se encuentra el campo de tiro Glanegg de las Fuerzas Armadas de Austria.

## Mitos

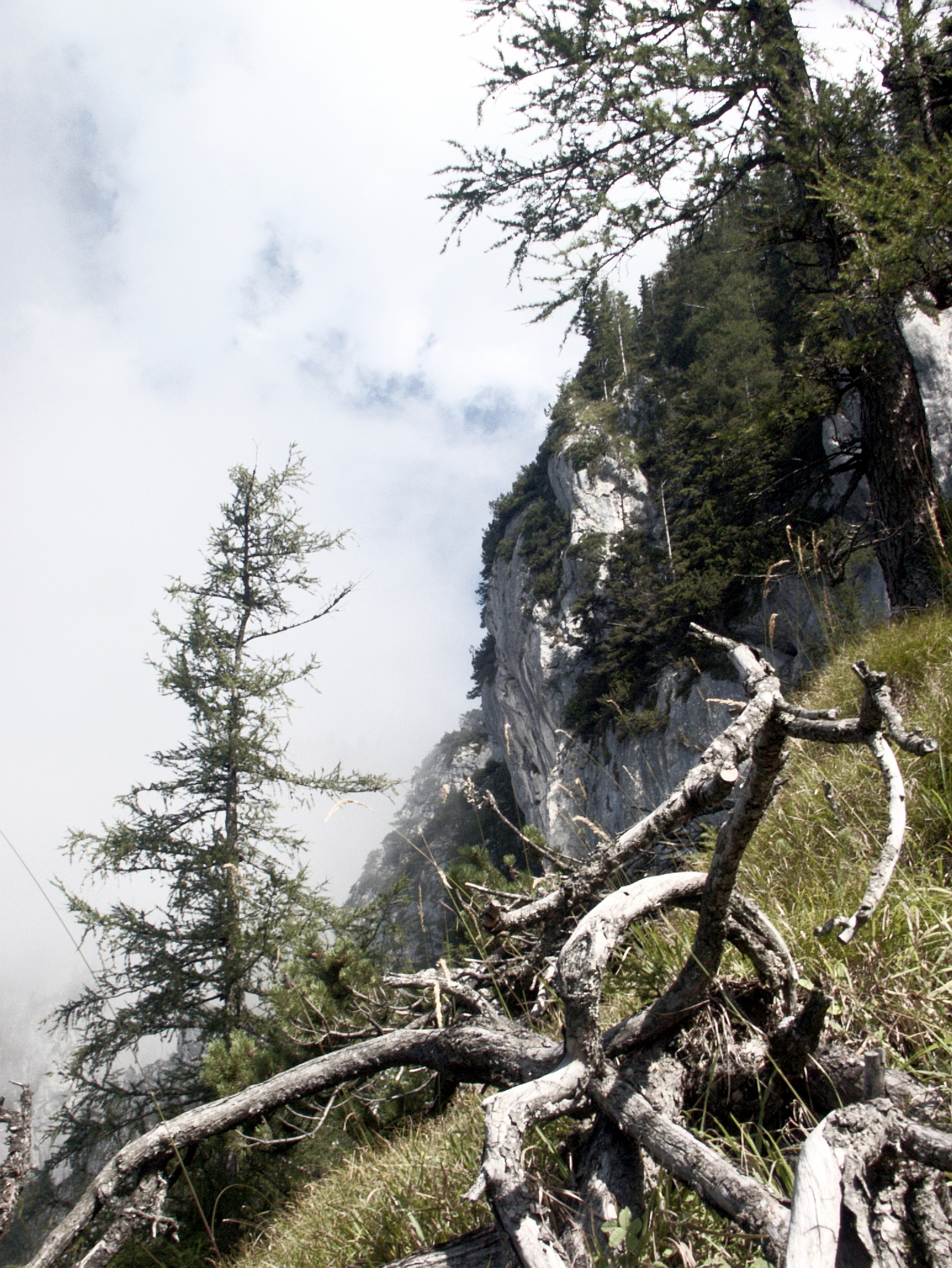
Parte de la ladera este del Untersberg fotografiada desde la parte superior del Nierntal.

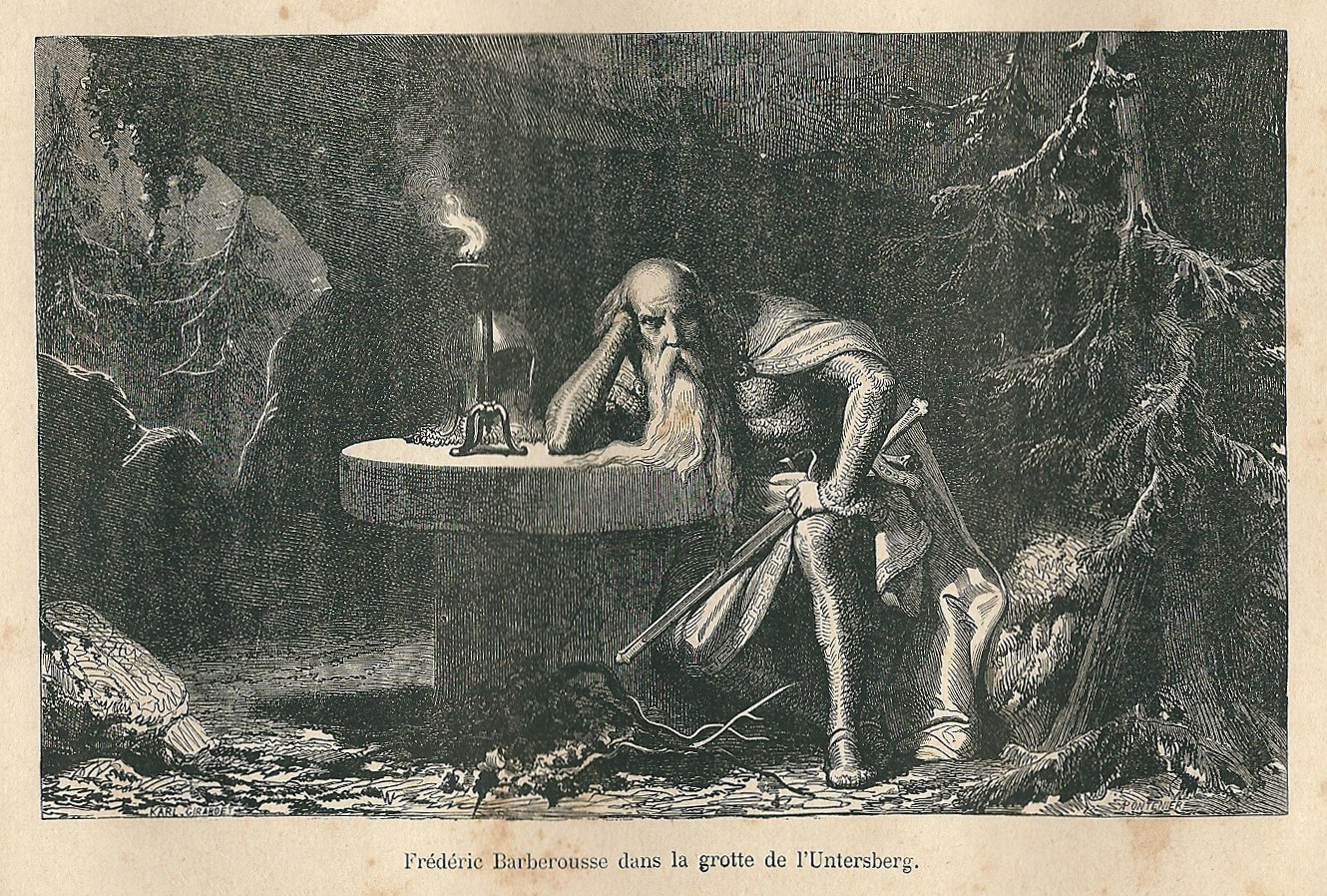
Friedrich Barbarossa in Untersberg, grabado del por Karl Girardet.

Numerosos mitos y leyendas sobre los poderes de la montaña se entrelazan alrededor del Untersberg. Uno de ellos dice que el emperador Carlomagno está esperando su resurrección en Untersberg; cada cien años se despierta, y cuando ve que los cuervos todavía vuelan alrededor de la montaña, duerme otro siglo. Durante su sueño el "Untersberger Mandln" cuida al Kaiser. Son figuras parecidas a enanos que son leales al emperador. En otra versión de la leyenda se trata de Federico I Barbarroja que duerme en la montaña hasta su resurrección. Su barba crece alrededor de una mesa redonda. Hasta ahora casi le da dos vueltas a la mesa. Pero cuando haya completado la tercera vuelta, comienza el fin del mundo. Y se dice que ningún buen emperador debería venir después de él. La versión con el Kaiser Federico también está relacionada con el Kyffhäuser, una cresta boscosa al sur del Harz en Turingia, en la que se encuentra el Monumento Kyffhäuser. Otra variante dice que el emperador debe dormir mientras los cuervos vuelen alrededor del Untersberg. Varios elementos de estas leyendas se refieren a la mitología germánica asociada a Wodan.
En algunas versiones cuando el emperador se despierte y abandone el Untersberg, tendrá lugar la última gran batalla de la humanidad en el Walserfeld. Las versiones de la saga, que parecen diferentes en términos de contenido, tiempo y ubicación, obviamente todas tienen su origen en la creencia popular prevaleciente desde hace mucho tiempo en el regreso de un emperador de la paz. Una leyenda relacionada dice que el elector de Baviera colgará su escudo de armas en un peral seco, el denominado peral de Walser en el Walserfeld para la última batalla.
Otro mito es la "Cacería salvaje de Untersberg" (Das Wilde Gjoad), la tradición más famosa revivida del monte. Como parte de ella la gente va en busca de los espíritus malignos que luego son destruidos con la ayuda de algunos procedimientos por parte de los obispos. Los espíritus incluyen elfos, hadas o los humanos muertos. La creencia tradicional dice que las personas que participan en la caza a veces son llevadas al inframundo por los espíritus malignos. Esto se convirtió en parte de tradiciones alpinas precristianas alrededor de Navidad y ha sido revivido como una tradición popular desde la década de 1980. Sus figuras típicas incluyen "Vorpercht, la muerte, el cuervo, Moosweiberl, Baumpercht, Hahnengickerl, el gigante Abfalter, el oso y el conductor del oso, la bruja, el Habergeiß" y el "Saurüssel". Relacionada con la caza salvaje está la historia del Drachenloch en Schellenbergsattel, una mina antigua, se encuentra en St. Leonhard. Estos supuestos "agujeros de dragón" o "agujeros del diablo" se encuentran con mayor frecuencia en los karsts de piedra caliza.
Otros temas de leyendas incluyen relatos en los cuales alguien encuentra entrada en el reino enano del emperador Untersberg, con los motivos típicos de que se le dan ricos obsequios, o que durante una breve visita al mundo terrenal han pasado años interminables allí (temas de la tierra de las hadas).
Partes esenciales de las extensas leyendas de Untersberg conocidas hoy se vuelven tangibles por primera vez en la "historia de Lázaro". La historia de las experiencias milagrosas del asistente del secretario de la ciudad de Reichenhall, Lazarus Gitschner (también llamado Lazarus Aigner en ediciones posteriores) probablemente fue escrita por un clérigo de los Cánones Agustinos, Zeno bei Reichenhall alrededor de 1558. Usó motivos narrativos individuales de la visión de Mechthild von Magdeburg (registrada en el siglo XIII) y de la revelación secreta del evangelista Johannes. El autor también ha tomado como modelo el capítulo 24 (capítulo del fin del mundo) del Evangelio de Mateo. El rapto en el interior de una montaña, el emperador en Untersberg, así como el peral y la batalla final en Walserfeld se remontan a estos modelos. El autor mezcló estos motivos con motivos de leyendas más antiguas y los trasladó a su entorno (incluido el Untersberg). Así con el emperador Karl en Untersberg  Karl V. (1519-1556), con el emperador Federeico originalmente  Federico III. (1440-1493) o posterior - dependiendo de cuándo se crearon las diferentes versiones de la saga - o bien  Federico I., llamado Barbarroja. Con la historia de Lázaro, el autor desconocido creó un Apocalipsis actual que era típico del Fin de los Tiempos acorde con el estado anímico que prevalecia durante los tiempos de la Reforma. 
Basados en los temas de la tierra de las hadas antes mencionados, también hay varios mitos sobre viajes en el tiempo en la zona de Untersberg, especialmente informes de supuestas anomalías del tiempo. Se informa que hay brechas de tiempo en la montaña en las que el tiempo pasa más rápido o más lento que en otros lugares. Además, se informan de contactos con viajeros en el tiempo de un mundo espejo. Muchas de las historias provienen del autor Wolfgang Stadler, quien dice que ha estado investigando los extraños fenómenos del tiempo durante 25 años. Por lo tanto, según él todas sus historias no son ficción, sino que realmente sucedieron.

## Galería de imágenes

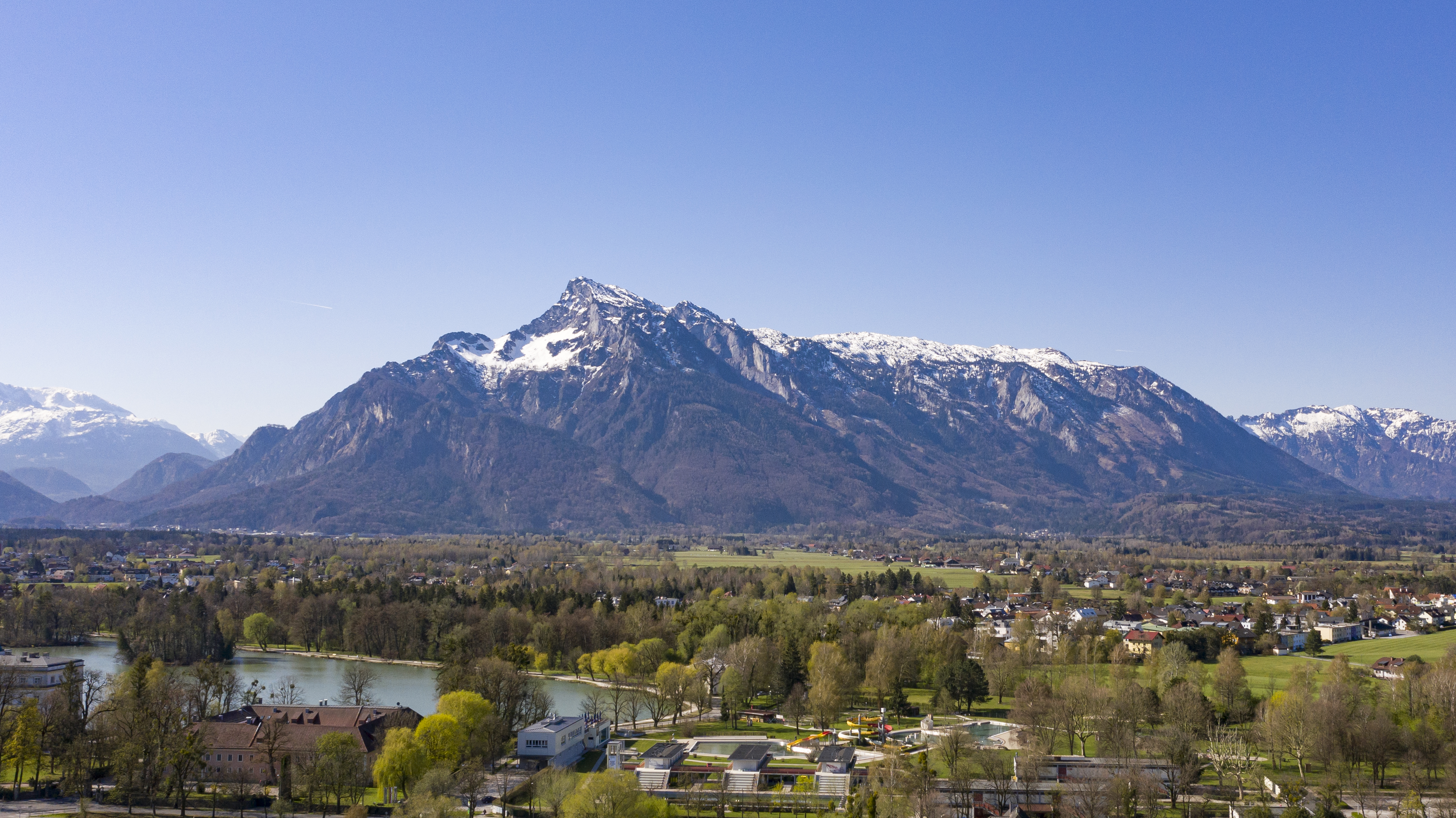
Untersberg
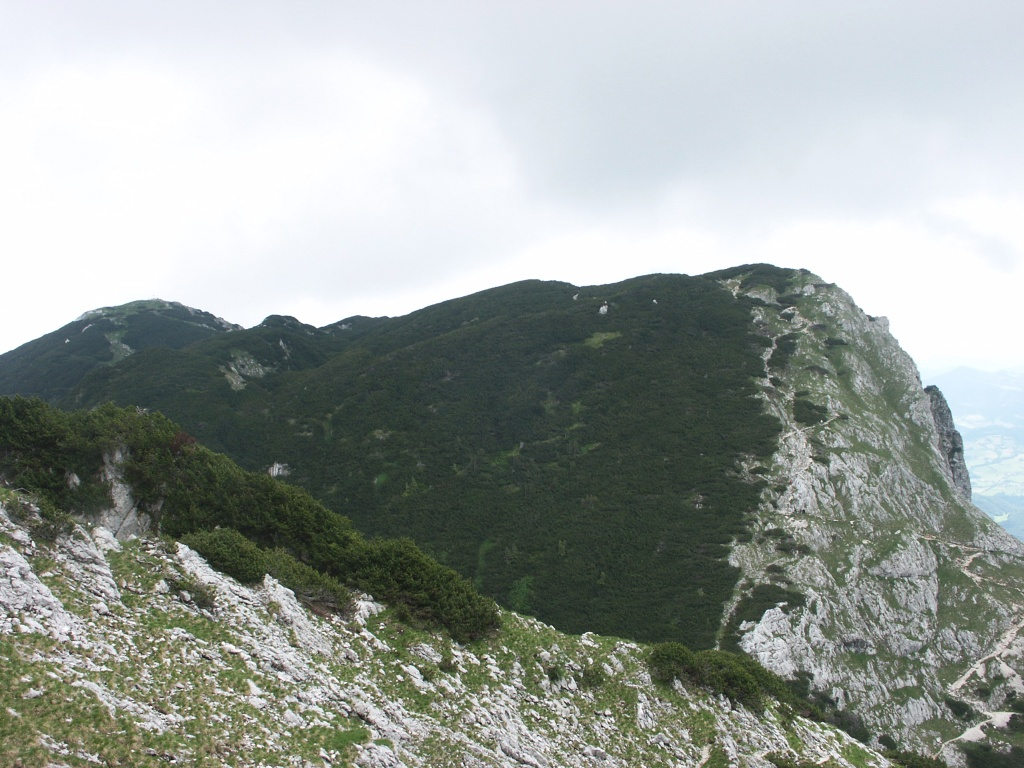
Vista desde el "Mittagsscharte", al fondo a la izquierda el "Salzburger Hochthron"
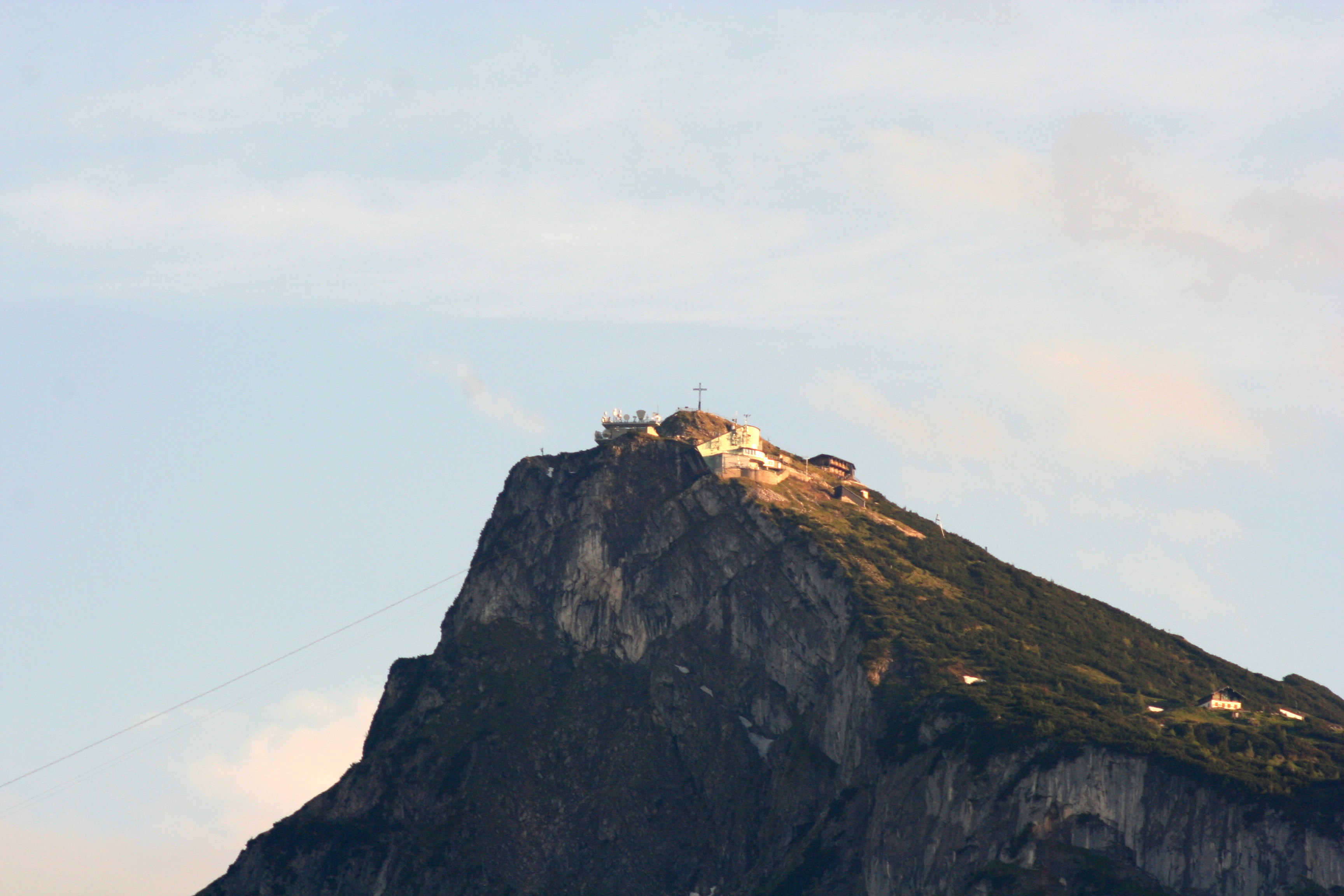
Geiereck, pico en Untersberg
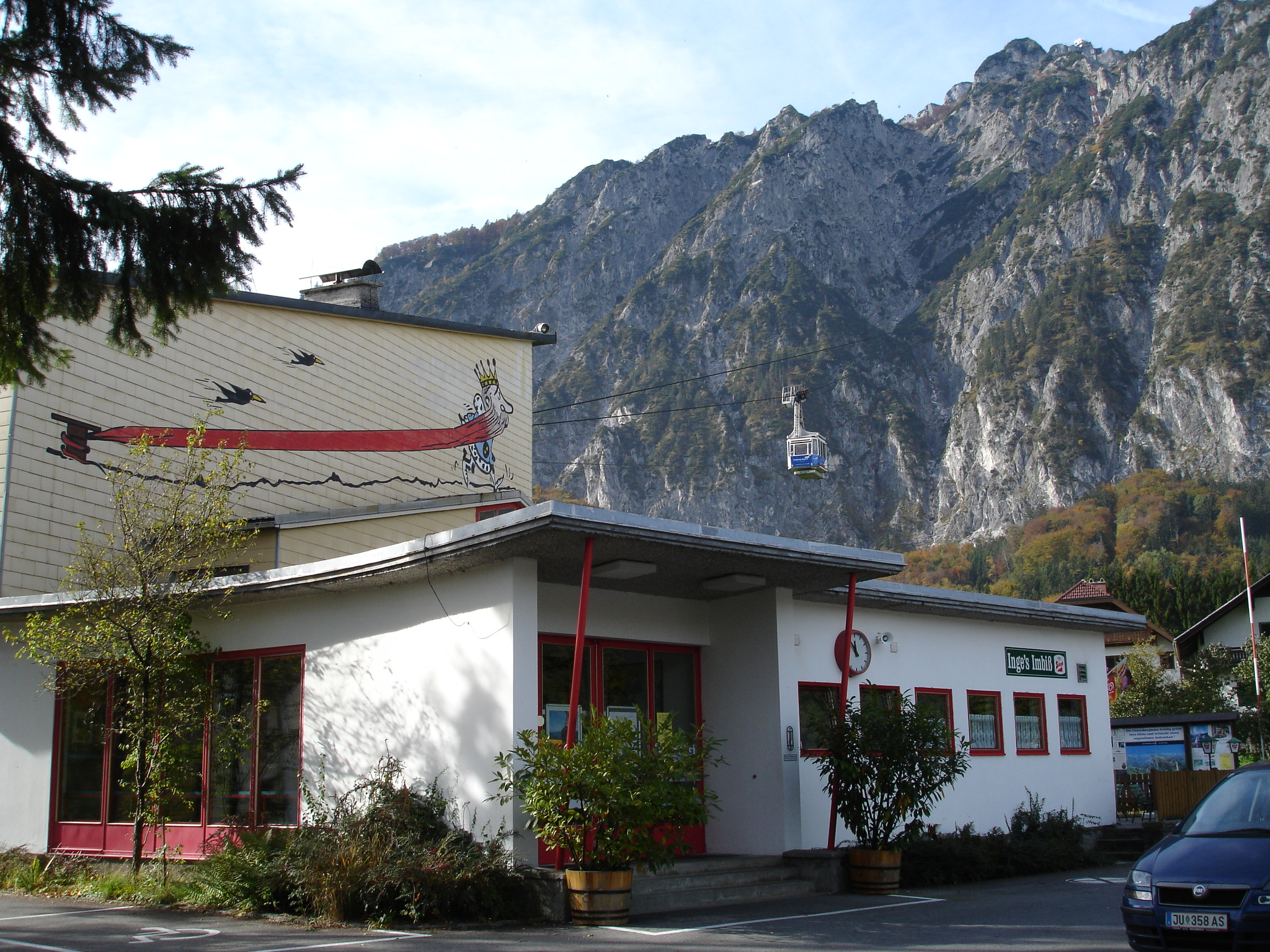
Estación del cable carril de Untersberg
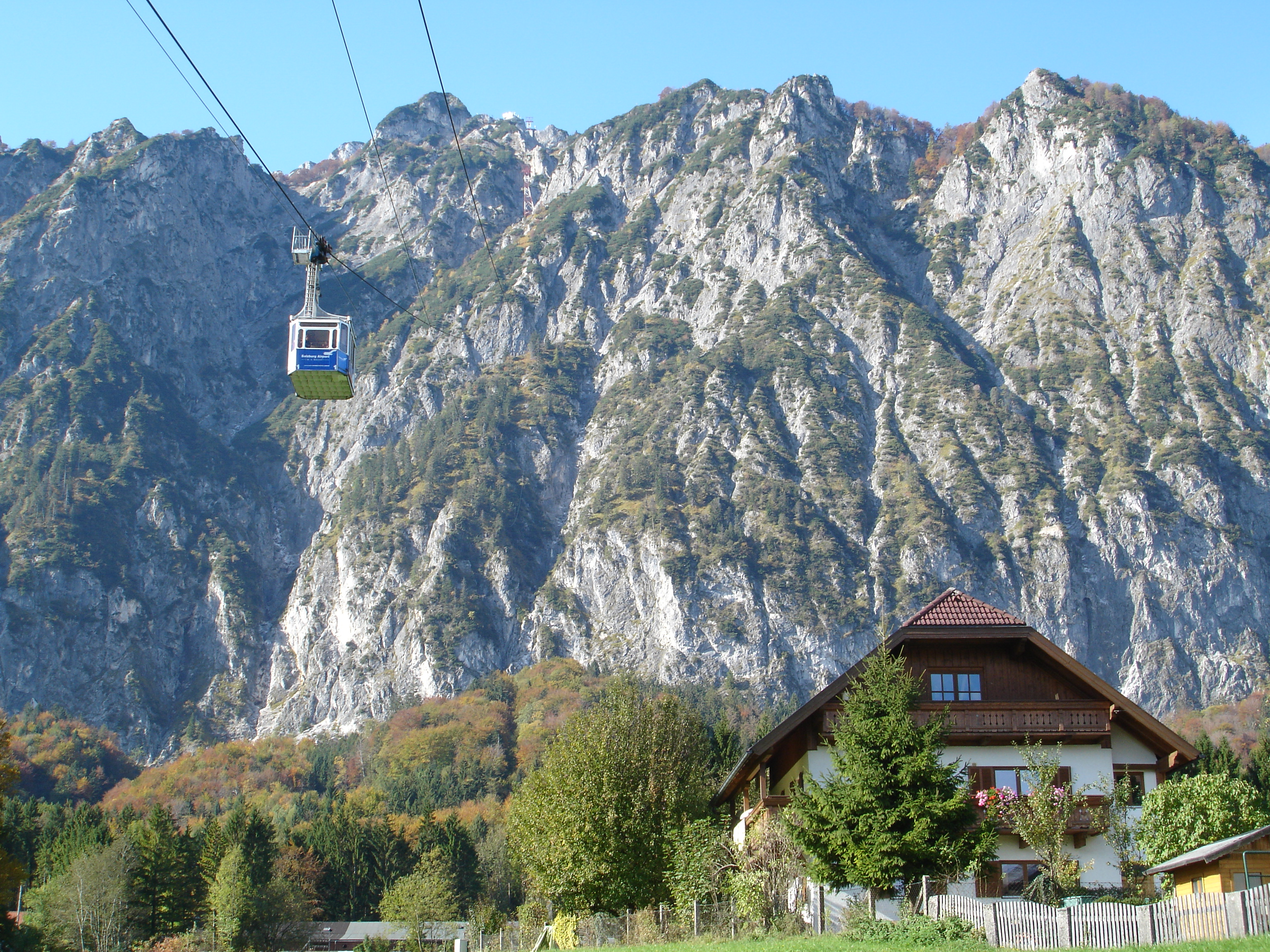
Cablecarril para ascender a la montaña Untersberg.
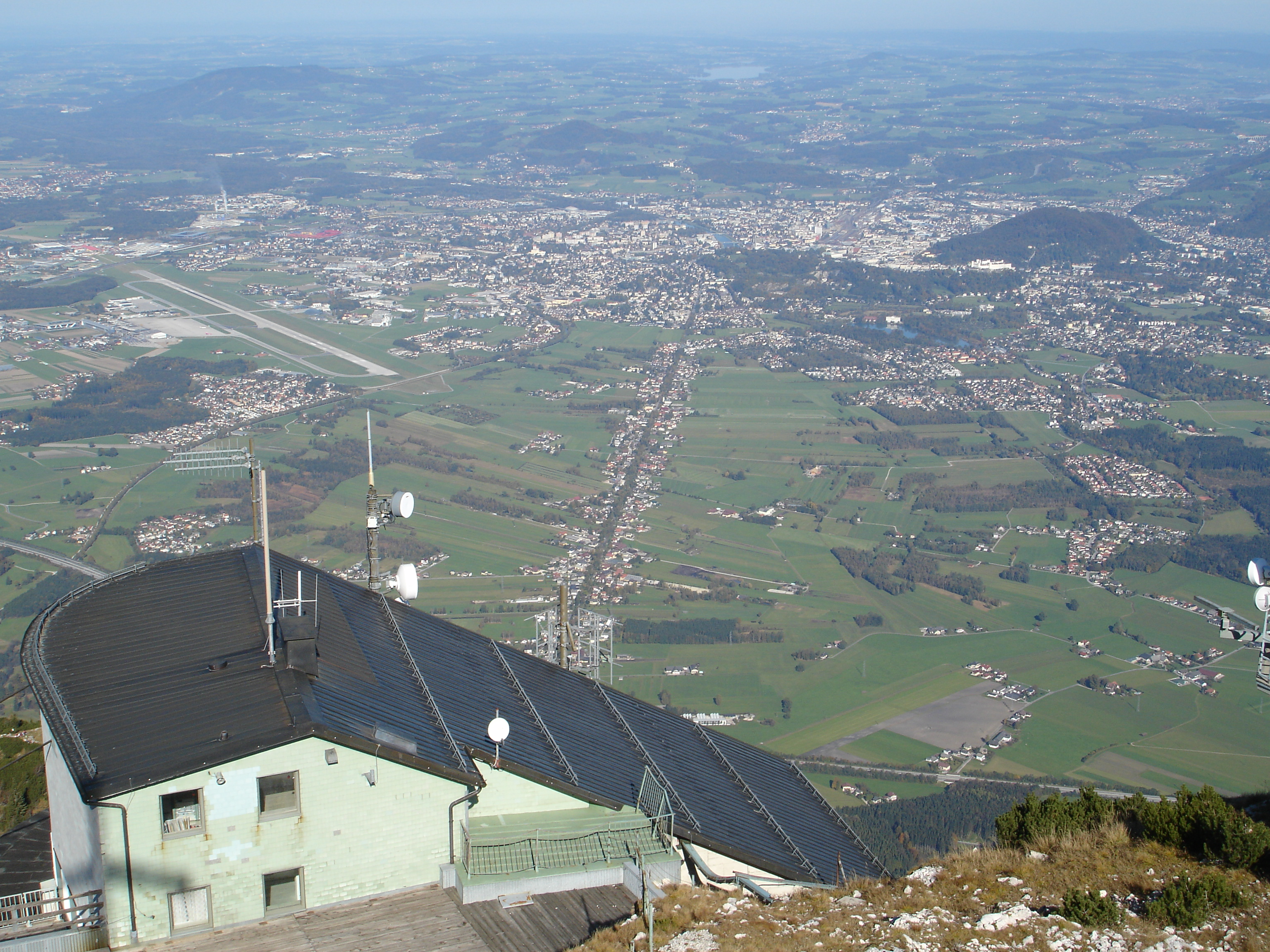
Vista de la cuenca de Salzburgo desde la cima del Untersberg. El aeropuerto de Salzburgo se encuentra a la izquierda y la ciudad de Salzburgo a la derecha
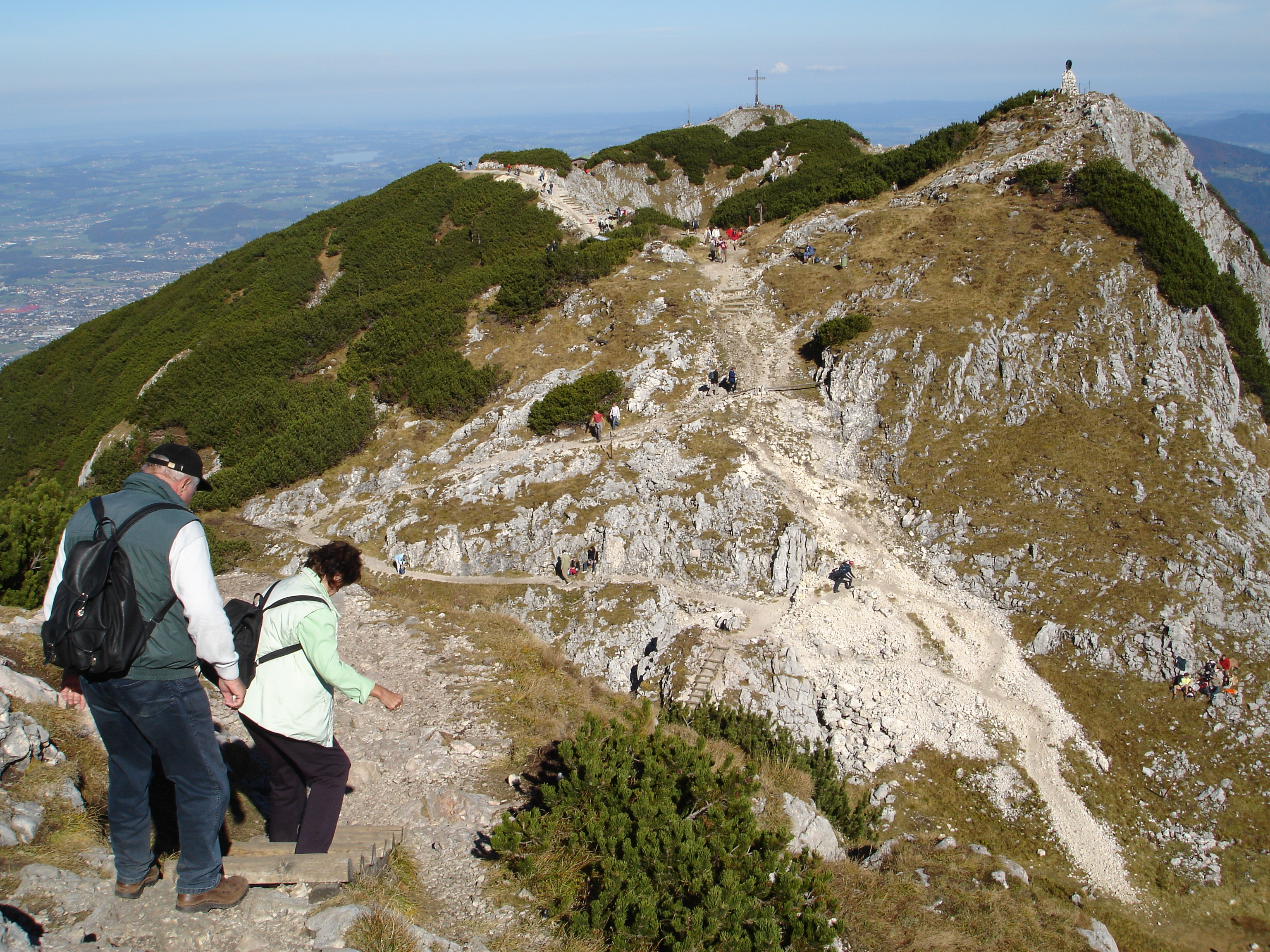
Paseantes en la parte superior de la montaña Untersberg.
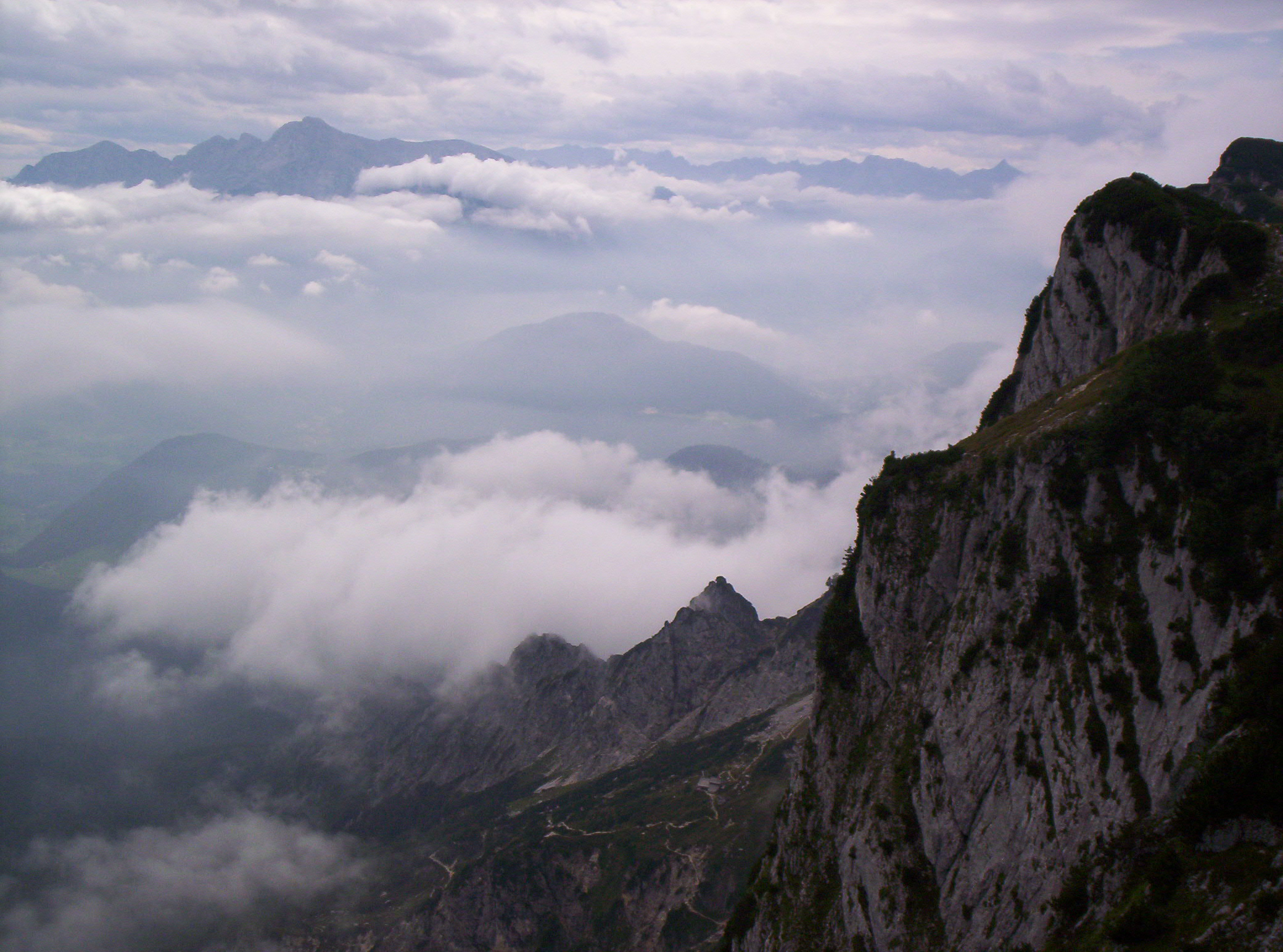
Vista desde el Untersberg en un día nublado.